# 複葉機

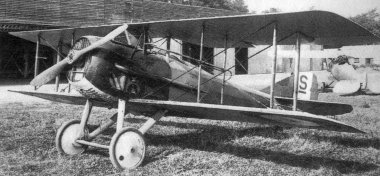
フランス空軍の複葉戦闘機S.VII

複葉機（ふくようき、英: Biplane）とは、飛行機において、揚力を得るための主翼が2枚以上あるものを指す。しかしほとんどは2枚であり、3枚以上の飛行機は少ない。狭義として2枚のもののみを「複葉機」とし、3枚のものを「三葉機」、4枚以上のものを「多葉機」と区別することもある。ただしミサイルに見られるような、胴体を貫通する主翼2枚が十字型に直交して配された物は、一般に「複葉機」と呼ばない。

## 歴史的経緯

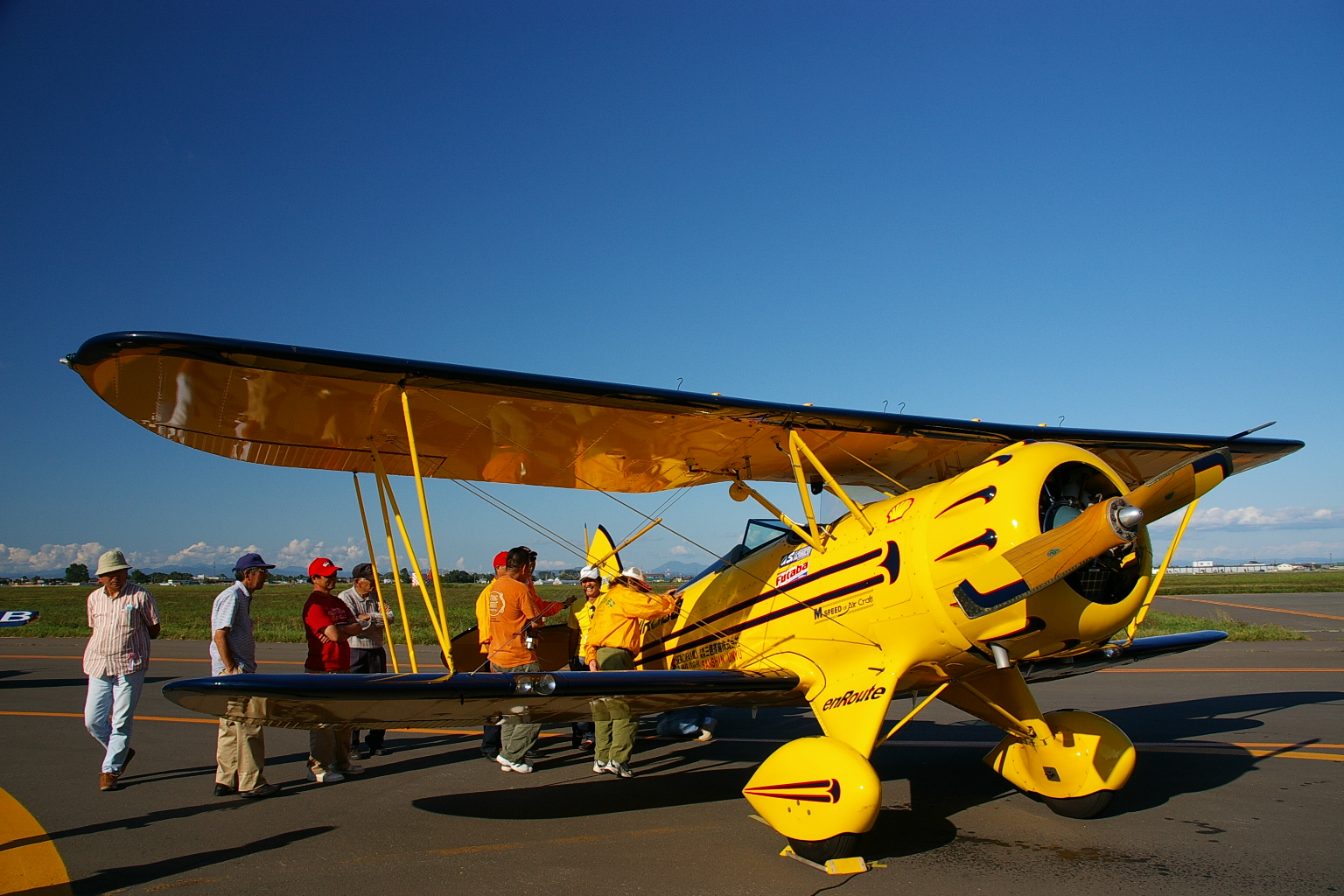
WACOのスポーツ機YMF F5C

揚力は速度の2乗、密度、翼面積に比例するが、飛行機の発展当初においてはエンジンが非力で速度が小さく、そのため機体を飛ばすのに必要な揚力を確保するには翼面積を大きくする必要があった。だが当時の翼は布張り木製で強度がなかったため、短い翼を上下に配置しその間に桁やワイヤーをめぐらすことで、強度を保ちつつ翼面積を大きくすることに成功した。
しかし、複葉翼は上下の翼間において流れの干渉が起こるため単純に翼2枚分の揚力は発生しないうえ、上下の翼をつなぐのに使用されるワイヤーの抵抗が大きく（抗力係数が翼型の数倍～数十倍）、効率が悪かった。そのため飛行機の速度性能の向上や製造技術の向上に伴う翼の強度の向上とともに欠点が目立つようになり、1930年代後半には金属製の単葉機が一般的となる。
しかしながら上下の翼の干渉は両翼を前後にずらすことにより、空気抵抗はワイヤーの本数を減らすことや、ワイヤーを廃し空気抵抗をできるだけ小さくした桁のみで主翼を支えることで、ある程度の解決はできた。一方で単葉機の側も初期の頃は洗練がなされず、必要な強度を確保するため主翼を厚くして空気抵抗を増して失敗した例もある。そのため1920年代から1930年代は、単葉機と複葉機が併用された時代であった。例えば1925年のシュナイダー・トロフィー・レースでは、複葉機のカーチス R3C-2が単葉機のマッキ M.33に対して勝利している。
第二次世界大戦期には練習機や観測機を除き、ほとんど単葉機への移行が完了したものの、アメリカ、日本、ドイツ、イギリス、イタリア、ソビエト連邦、フランスにおける複葉機の使用例もある。特にイタリアは1930年代において当時最速の時速709kmの単葉水上機マッキ M.C.72を開発しており、この分野では先駆者であったにもかかわらず、複葉戦闘機であるCR.42を1942年まで生産し続けた（なお同機は、イタリア休戦後の1943年にはパルチザン掃討に使用するため、ドイツの命令により150機が生産された）。
複葉機が最も最近まで兵器として使用された例は2020年ナゴルノ・カラバフ紛争である。アゼルバイジャン側が敵レーダー網をあぶりだすために無人の複葉機An-2を囮として飛ばしたものである。
省スペース性やロール特性といった理由から、現代でもスポーツ機や農業機、ウルトラライトプレーンに残っている。
航空力学上の研究対象としては、誘導抗力や衝撃波の低減、超小型無人飛行機への適用などいくつかの可能性が現在も研究されている。

## 一葉半形式（セスキプラン）

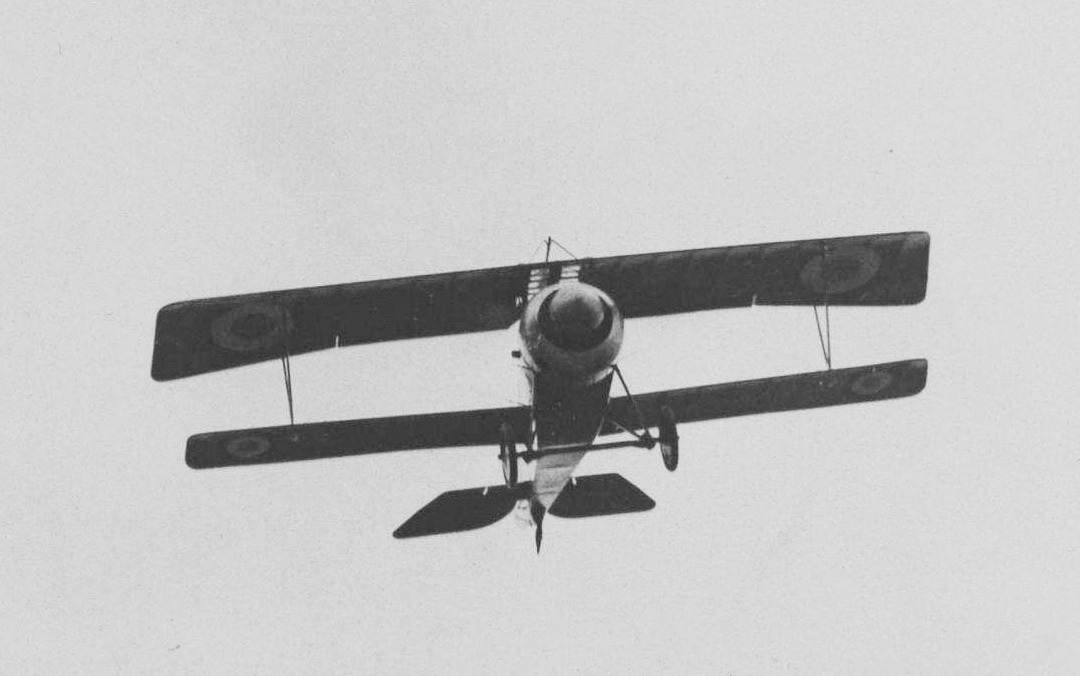
ニューポール 17の下翼は上翼に比べて翼弦が短いが翼幅は同じである

セスキプランは片方の翼（通常は下翼）がもう一方に比べて著しく小さい複葉機の一形式である
 。ラテン語由来の語で、「一枚半の翼」を意味する。この構成の利点は、複葉機の構造上の利点を保ちつつ空気抵抗と重量を削減できることにある。下翼は翼幅が非常に狭いか、翼弦長を短縮している。
実例としては、ニューポール社の軍用機 - 1915年から1917年にかけて連合国航空戦力の根幹を成した、 ニューポール 10からニューポール 27までの一連の機体が挙げられる。ニューポール社製一葉半機の性能が鮮烈であったため、IdFlieg（ドイツ航空部隊監察局）は航空機製造メーカーに鹵獲機や図面を参考としたコピー機の制作を要請した。コピー機の中ではジーメンス・シュッケルト D.Iが名高い 。これと同じくニューポール機の機体構成を踏襲したアルバトロス D.III・アルバトロス D.Vも、第一次世界大戦期ドイツ軍戦力の根幹を成した。アルバトロス社製の一葉半形式機は機動性と高い上昇率により乗員に広く好評を博していた。
戦間期にも一葉半形式は広まり続け、ニューポール・ドラージュ NiD 42/52/62シリーズ、フォッカー C.V d・e、ポテーズ 25のような多様な機種が、多くの空軍で用いられた。民間航空の領域ではen:Waco Custom Cabin seriesのような機体が人気であったことが確かである。en:Saro Windhoverの上翼は下翼より小さく、これはその逆の場合よりも遥かに珍しい一葉半形式であった。ファルツ D.IIIもまた珍しい一葉半形式機で、2本桁構造の頑丈な下翼により単桁構造の一葉半形式機が抱えがちだったフラッター現象の問題を解決していた。

## ブーゼマン複葉翼
1930年代にドイツの航空工学者アドルフ・ブーゼマンが提唱したブーゼマン複葉翼を戦後NASAなどが研究していた。これは二枚の翼に発生した衝撃波を干渉させ打ち消すもので、超音速機に発生する衝撃波の低減が期待されていたが、
- 迎角が変化すると干渉が崩れてしまう
- 超音速巡航状態以外では逆に既存の翼より抗力が大きい
- 翼端では干渉が崩れる

などの問題によって研究は打ち切られた。
上記の問題を解決するため、全翼機のように胴体を上の翼の上に配置し、上下の翼端を接触させることでメリットを保ったまま、デメリットを打ち消す案が研究されている。このような翼の両端を繋げてリング上にした翼型平面は閉鎖翼と呼ばれている。

## 有名な複葉機
- 第一次世界大戦まで

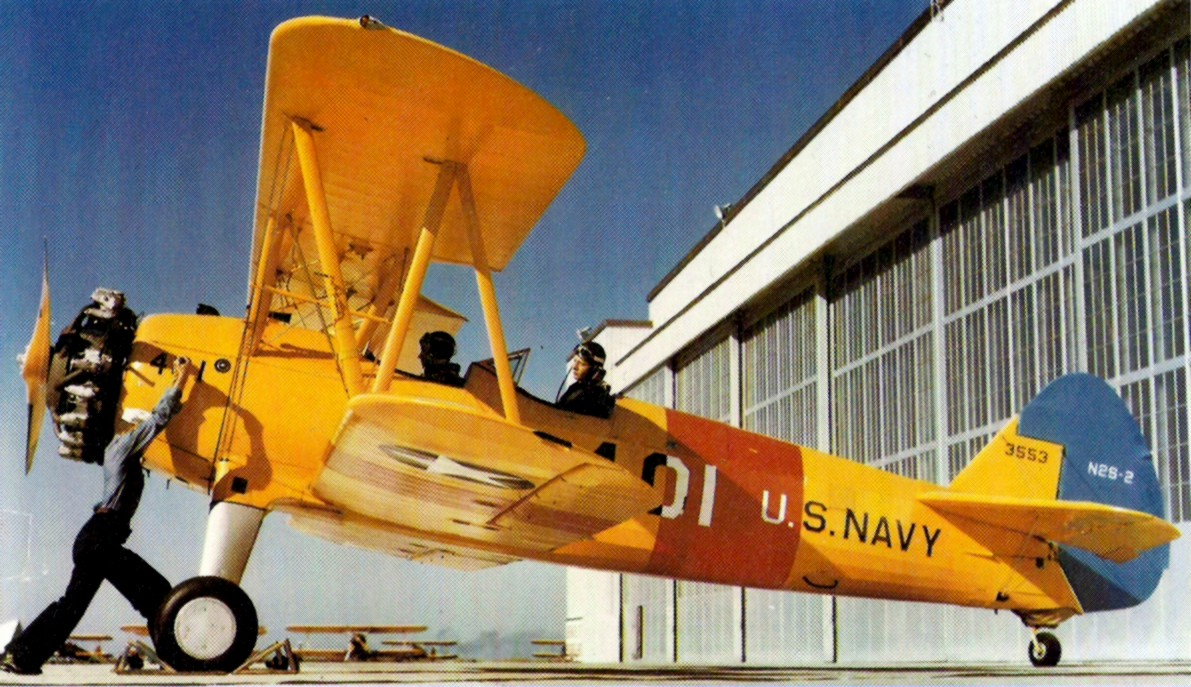
アメリカ海軍の練習機N2S-2（モデル75）

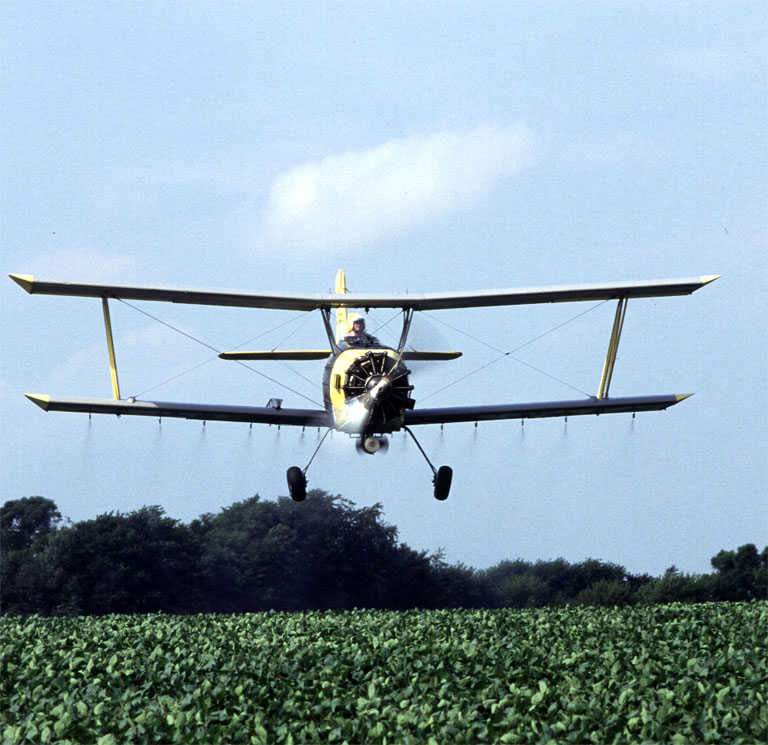
農薬散布を行うグラマン G-146 アグキャット

  - ライトフライヤー号：世界最初に飛行に成功した機体である。
  - フォッカー Dr.I：（三葉機）撃墜王リヒトホーフェン男爵（レッドバロン）の乗機として有名。
  - フォッカーD.VII：第一次世界大戦で連合国側に最も恐れられた機体。
  - アルバトロス D.III：木製モノコックの胴体を採用。
  - ゴータ G.IV：ロンドンを夜間爆撃したことで知られる。
  - スパッド VII：水冷エンジン搭載のフランスの重戦闘機。
  - ニューポール 11：複葉の下翼が短い一葉半方式を採用、格闘戦に強い。
  - ソッピース キャメル：旋回性能が優れた格闘戦向きの機体。
- 第二次世界大戦まで(戦間期)
  - 九三式中間練習機：日本海軍の初等・中等練習機。「赤とんぼ」と称された。
  - 九五式一型練習機：日本陸軍の初等・中等練習機。「赤とんぼ」と称された。
  - 九五式艦上戦闘機：日本海軍最後の複葉戦闘機。
  - 九五式戦闘機：日本陸軍最後の複葉戦闘機。水冷V12エンジンを採用し最大速度400km/hを発揮し、後にキ28に類似した胴体と密閉風防を与えられた試作機の「性能向上第二案型」は最大速度445km/hに達した。
  - 零式観測機：格闘戦能力は九六式艦上戦闘機と同等の戦力を持つと評された。
  - ボーイング・ステアマン モデル75：アメリカ海軍と陸軍航空隊で練習機として採用され10000機以上が製造された。
  - グラマンF3F：米軍最後の複葉機。引込脚を装備し「空飛ぶ樽」と渾名された。
  - ブリストル ブルドッグ：1920年代後半の英国のベストセラー機で、日本の九〇式艦上戦闘機の原型にもなった他、フィンランドなどにも輸出され冬戦争にも参加した。
  - ヘンシェル Hs 123：東部戦線では頑丈で扱いやすい本機は重宝され、ソ連の戦車隊攻撃に出動し、実戦部隊からは本機の生産再開要求が出されたという。
  - グロスター グラディエーター：1930年代では先進的な全金属胴体、密閉風防を採用。艦上機仕様も製作された。
  - ソードフィッシュ：第二次世界大戦中、ヨーロッパ戦線で活躍したイギリスの艦上雷撃機。最後の部隊である第836飛行中隊は、1945年5月21日に解散した。
  - ポリカルポフ Po-2：女性民間パイロットの志願者で構成された第588夜間爆撃機連隊が編成された。
  - ポリカールポフ I-153：ガルウィングを採用した特徴的な外見から、チャイカの愛称で呼ばれた。空冷星型1000馬力のM-62エンジンに換装されたI-153bisは最大速度444km/hに達し、量産複葉機では最速クラスであった事から、「究極の複葉機」とも呼ばれた。
  - フィアット CR.42：第二次大戦期のイタリアの主力戦闘機のひとつ。ダイムラー・ベンツ DB 601エンジン搭載のCR42B(1機試作)は最大速度520km/hを記録し、世界最速の複葉機であった。
  - スタンプ SV.4（英語版）：ベルギーで開発され、1970年代まで練習機として使用された。
- 現代
  - ピッツ・スペシャル：曲技用複葉機。
  - グラマン アグキャット：1950年代に設計された農業用複葉機。
  - PZL M-15:農業用複葉ジェット機。
  - An-2:第二次世界大戦戦後に開発された複葉単発機。
  - An-3:ターボプロップエンジンを搭載した複葉単発機。

## 多葉機

### 三葉機

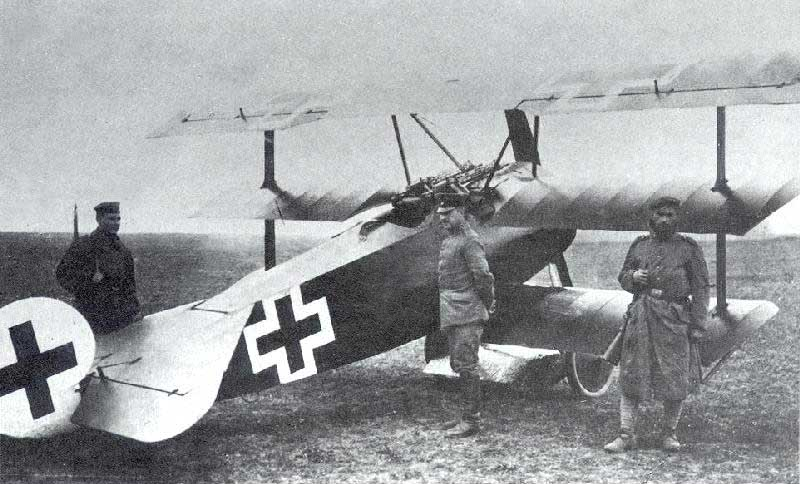
ドイツ空軍の三葉戦闘機Dr.I

複葉機の翼の間に翼を一枚追加した形態。

### 四葉以上

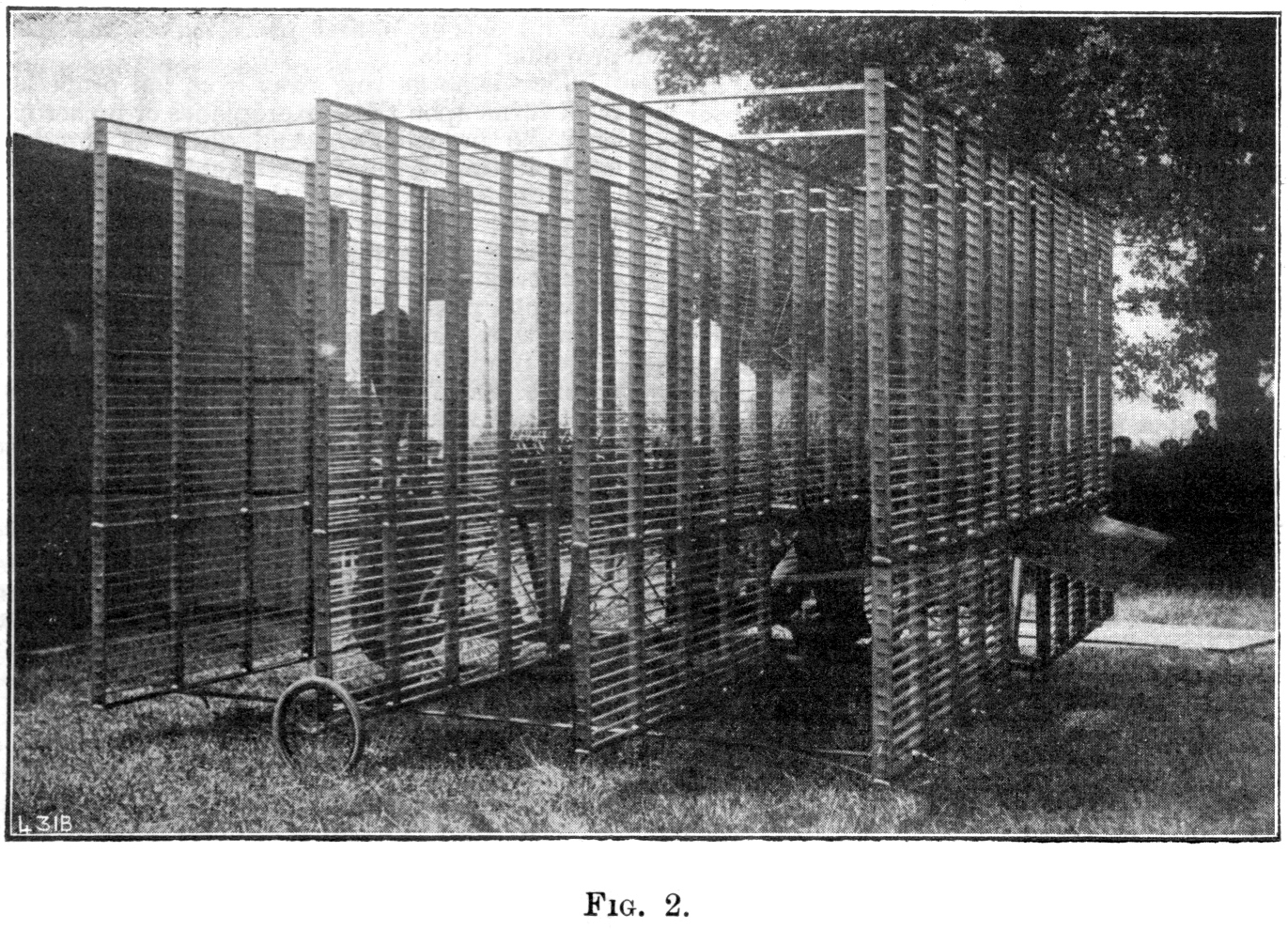
ホラティオ・フレデリック・フィリップスが1907年に飛行に成功した多翼型複葉機

飛行機の研究の初期には、より多くの主翼を重ねる研究もなされていた。
- ゼルブ多葉機
- ホラティオ・フレデリック・フィリップス - 多葉機を設計している。
- カプロニ Ca.60 - 三葉三列構成
- スーパーマリン ナイトホーク
- ガーハート サイクルプレーン

## タンデム翼機
2枚の翼を上下ではなく、前後に配置したものはタンデム翼機と呼ばれる。